# Jacob Cornelisz van Oostsanen
Jacob Cornelisz van Oostsanen, známý také jako Jacob Cornelisz van Amsterdam (před 1470 – 1533) byl nizozemský výtvarník na přelomu gotiky a renesance, známý jako  malíř, zlatník a grafik, autor mnoha dřevorytů. Byl jedním z prvních významných umělců, kteří pracovali v Amsterdamu v době, kdy se dosud provinční město rozvinulo v metropoli.

## Životopis

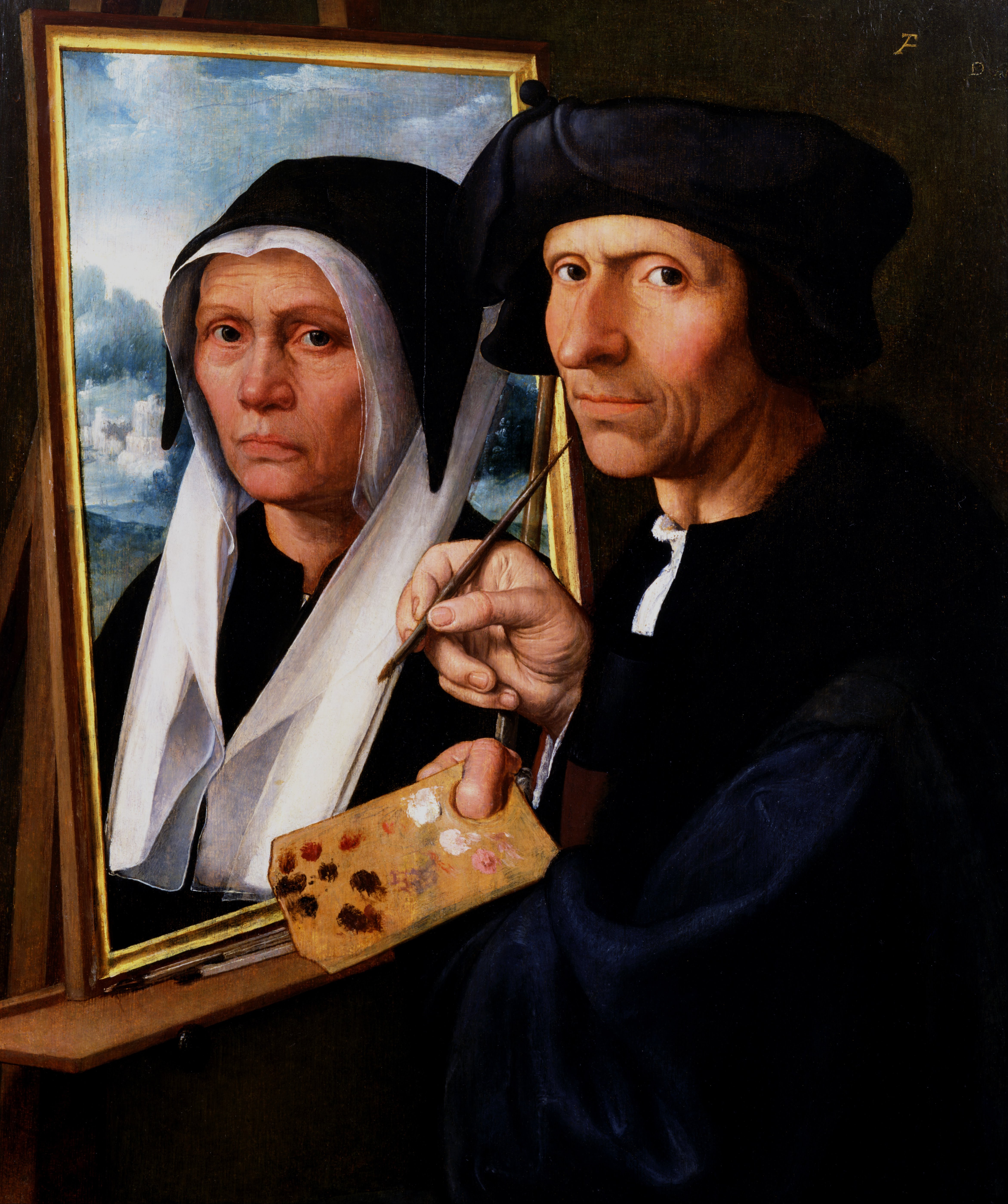
Dvojportrét malíře s manželkou

O životě Jacoba Cornelisza van Oostsanena je toho známo jen málo. Historici se většinou spoléhají na jeho biografii od Karla van Mandera z roku 1604 a na archivní doklady benediktinského opatství v Egmondu, pro něž Jacob Cornelisz pracoval. Jeho přídomek naznačuje, že pocházel z Oostzanu, severního Holandska východně od řeky Zaan, severně od Amsterdamu. Jeho rodina v této oblasti obhospodařovala půdu. Celá rodina Corneliszů se věnovala malířství. Cornelis Buys I., podle oltářního obrazu Poslední soud z alkmaarského kostela sv. Vavřince nazývaný také jako Mistr z Alkmaaru, byl Jacobsovým bratrem, stejně jako Cornelis Buys II. Jeho synové Cornelis Jacobsz a Dirck Jacobsz se stali portrétními malíři, stejně tak jako jeho vnuci Cornelis Anthonisz a Jacob Dirksz. Přesné datum narození ani datum křtu Jacoba Cornelisza van Oostsanena nejsou známy. Datum jeho narození bylo odvozeno  od archivně doložených dat úmrtí ostatních rodinných příslušníků. Stejným způsobem bylo stanoveno datum narození malíře Franse Halse. První zmínky o vyplacení provize pro Jacoba Cornelisze pocházejí z doby, kdy mu bylo nejméně 35 let. Předpokládá se, že předtím pracoval v malířské dílně v Haarlemu, hlavním městě provincie Severní Holandsko. V roce 1500 si Cornelisz koupil svůj první dům v Amsterdamu v ulici Kalverstraat. O dvacet let později přikoupil i sousední dům. Proto je Jacob Cornelisz někdy nazýván Jacob Cornelisz van Amsterdam. V roce 1533 se jeho manželka v archivní zprávě poprvé uvádí jako vdova. Poslední platby mu byly podle archivu opatství v Egmondu proplaceny v letech 1526–1528, a to za retábly ztracené během náboženské reformace. (Retabulum neboli retábl je oltářní nástavec se sochami, reliéfy nebo obrazy, stojící na oltářní menze).

## Kariéra

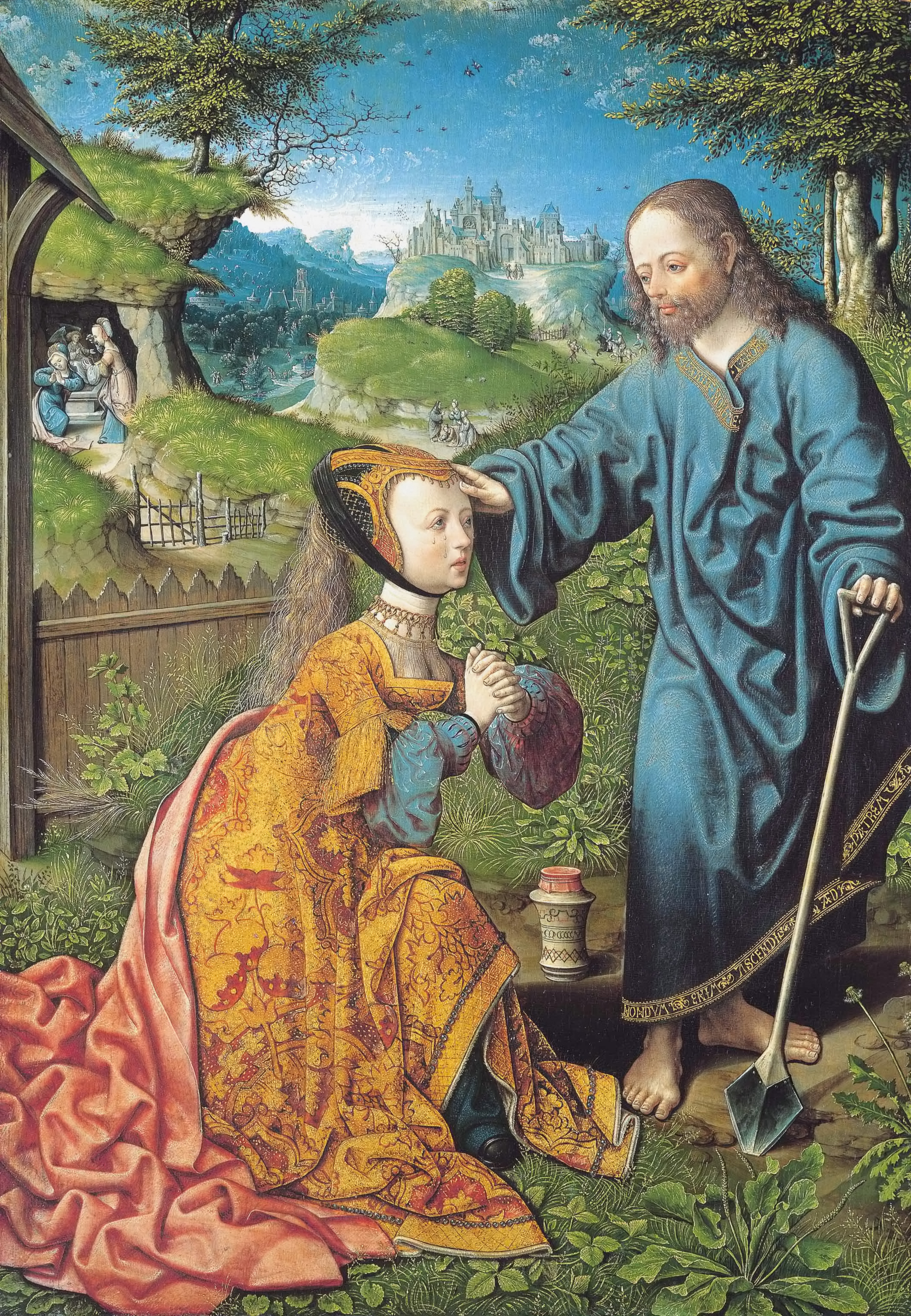
Noli me tangere (Nedotýkej se mě), Kristus se zjevuje Marii Magdaléně jako zahradník, 1507, olej na dubové desce

Po celou dobu umělecké činnosti se Corneliszův malířský styl měnil. Nejprve začal malovat ve stylu pozdní gotiky Haarlemské školy, ovlivněn haarlemským malířem Geertgenem tot Sint Jansem. Dospěl až k vitruóznímu podání renesančních scén s prudkým osvětlením, jejichž styl reprezentuje obraz "Král Saul, prorok Samuel a čarodějnice z Endoru". Na této mnohafigurové kompozici se reálné postavy mísí s fantaskními, krásná těla s ošklivými, proporce mají expresivně protáhlé. Barevnost a technické provedení prozrazuje Haarlemskou školu. Později měl na Corneliszův styl vliv Albrecht Dürer. Jacob Dürera navštívil zřejmě v Antverpách v roce 1520. Jeho rané práce naznačují, že se vyučil zlatníkem a rytcem dřevorytů. Jednou z jeho prvních prací byl obraz Kristus se zjevuje Marii Magdaléně jako zahradník. Je známo asi 200 jeho dřevorytů a 27 obrazů. Tisky jeho dřevorytů jsou součástí tradiční nizozemské drobné knižní ilustrace. 
Jacob Cornelisz maloval olejomalby vynikající malířskou technikou, ale umělecky nepřinesl mnoho nového, pokračoval v prezentaci tehdejších trendů. Jeho tematika a symbolika byla také konzervativní. Maloval většinou náboženská témata s tradiční ikonografií ve starých i nových kombinacích jako reakci na reformaci. Některá jeho díla jako Kristus bolestný (1510), využívali nejen bibličtí humanisté ale i katoličtí oliogarchové, bránící v Amsterdamu ortodoxní katolickou víru proti tvrzením raných reformátorů. Obraz Krista bolestného představoval tradiční trpitelské téma římsko-katolické zbožnosti. Jiné obrazy jako Narození Páně (1512) nebo Ukřižování  byly vizuálním zpodobením katolických tezí. 
Tematicky a vyprávěcím stylem se z jeho tvorby vymyká obraz král Saul, prorok Samuel a čarodějnice z Endoru, ilustrující starozákonní příběh z 1. knihy Samuelovy: v levé části kompozice se král Izraelitů Saul setkává s čarodějnicí a žádá ji, aby oživila ducha zemřelého proroka Samuela. Ten již v pozadí uprostřed vstává z hrobu. V popředí se odehrává sabat čarodějnic, kterým předsedá obnažená čarodějnice z Endoru,  čarodějnou knihu jí drží satyr. K reji čarodějnic slouží nejen černí berani, ale i fantaskní skřeti, známí v té době z obrazů Hieronyma Bosche.    
Později vedl Jacob Cornelisz van Oostsanen vlastní malířskou dílnu, ve které pracovalo několik žáků včetně jeho syna Dircka Jacobsze a Jan van Scorel. Jeho asistenti pomáhali s návrhy knižních ilustrací, zejména dřevořezů, a kartóny pro okenní vitráže. Po roce 1526 Jacob namaloval pouze jeden známý obraz Autoportrét (1533). Někteří historikové tvrdí, že toto dílo vzniklo až rok po Corneliszově smrti: podle nizozemské historičky Isabelly Henrietty van Eeghenové sedmiletá prodleva mezi daty obrazů Jacoba Cornelisze svědčí spíše pro to, že  Autoportrét namaloval až Corneliszův syn. Někteří Jacoba Cornelisza van Oostsanena považují za posledního z vlámských malířů, kteří nebyli dotčeni vlivem italské renesance.

## Vybrané obrazy

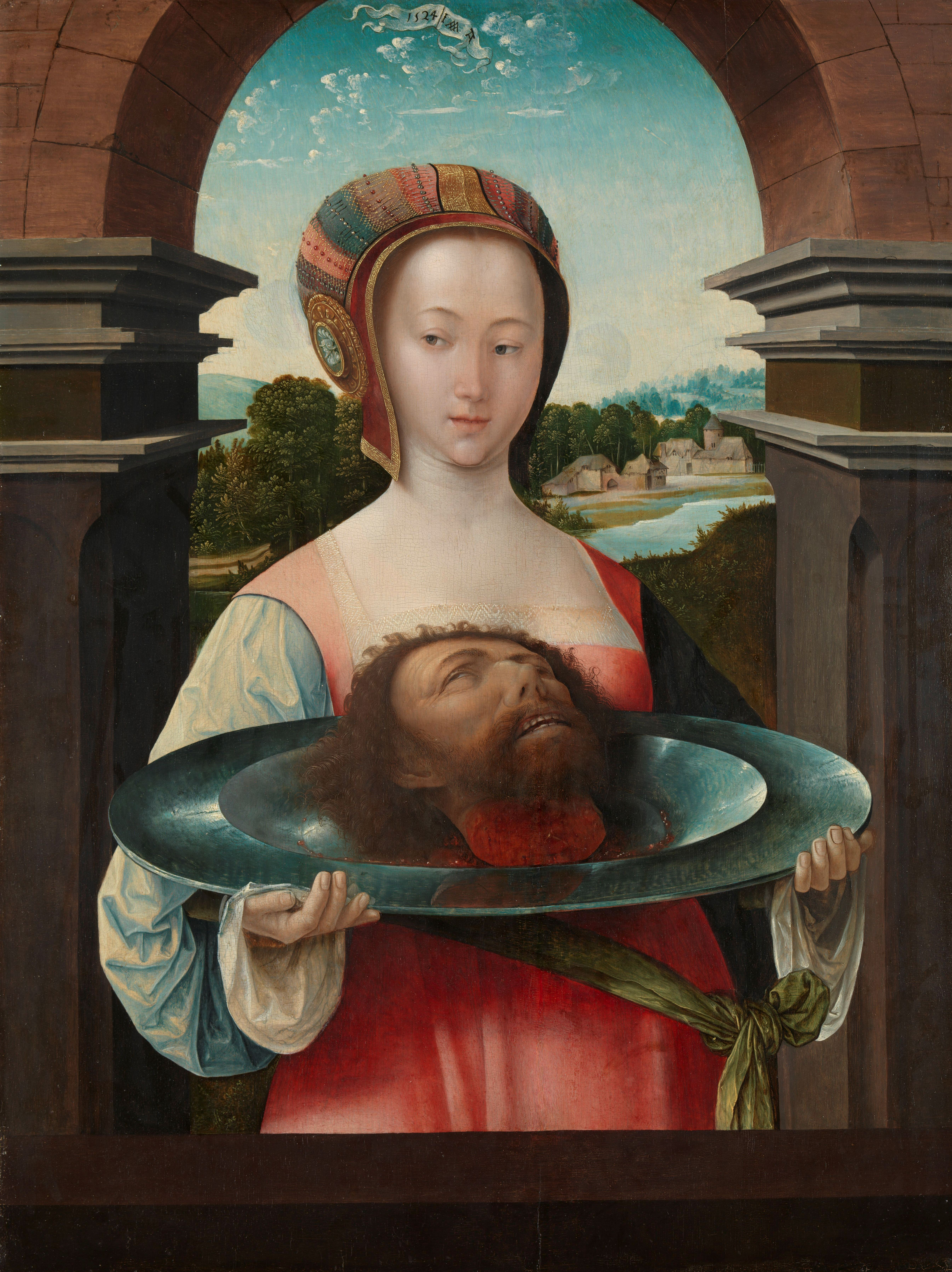
Salomé s hlavou Jana Křtitele
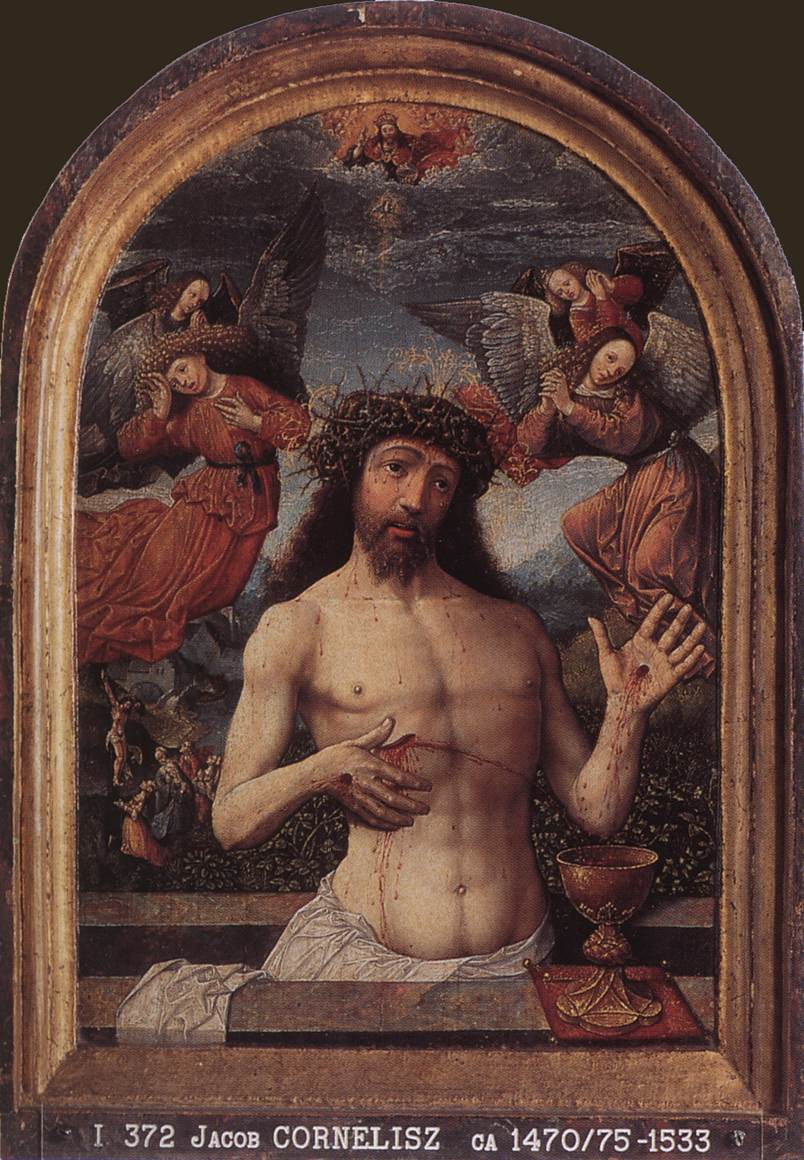
Kristus bolestný
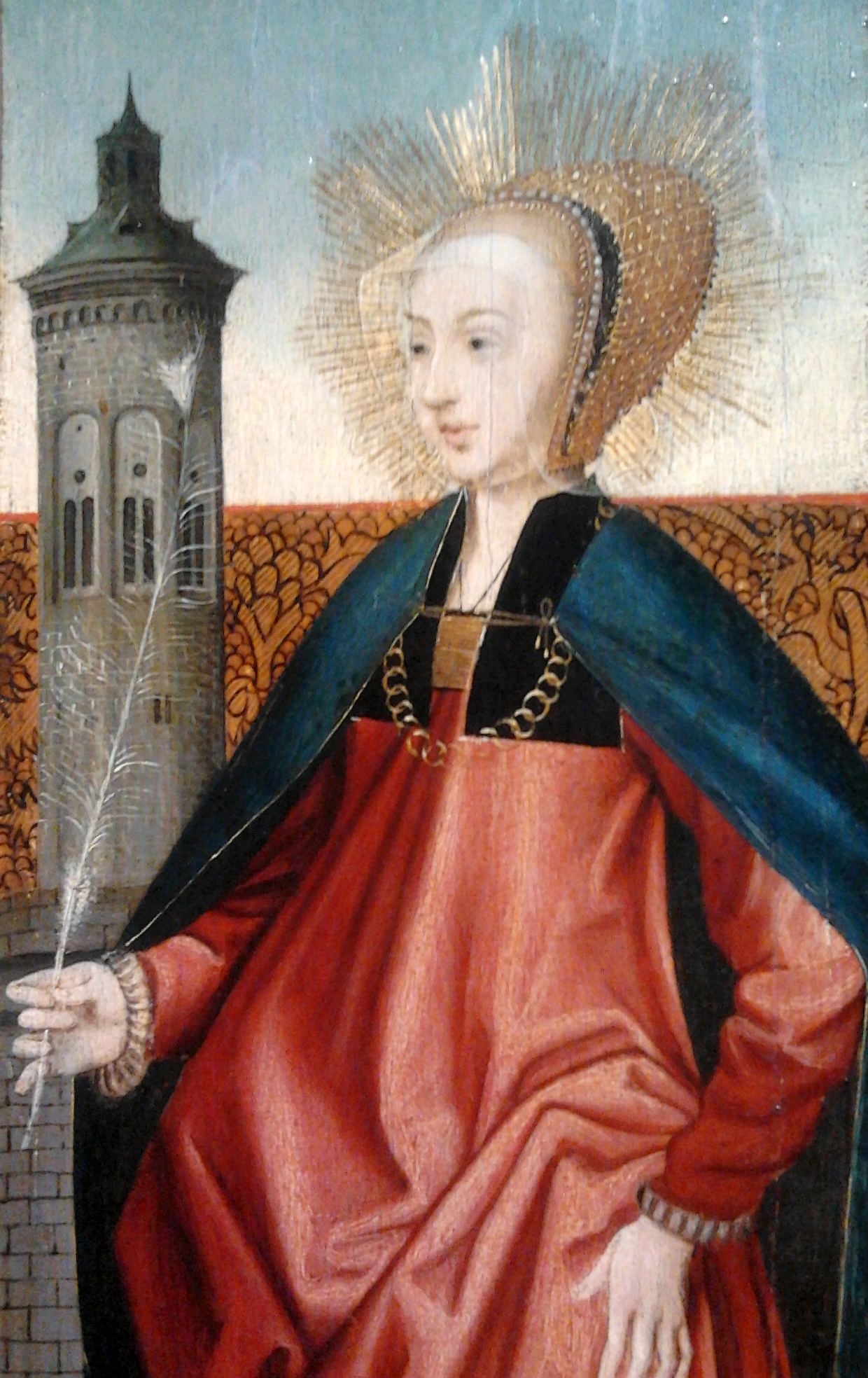
Svatá Barbora (detail)
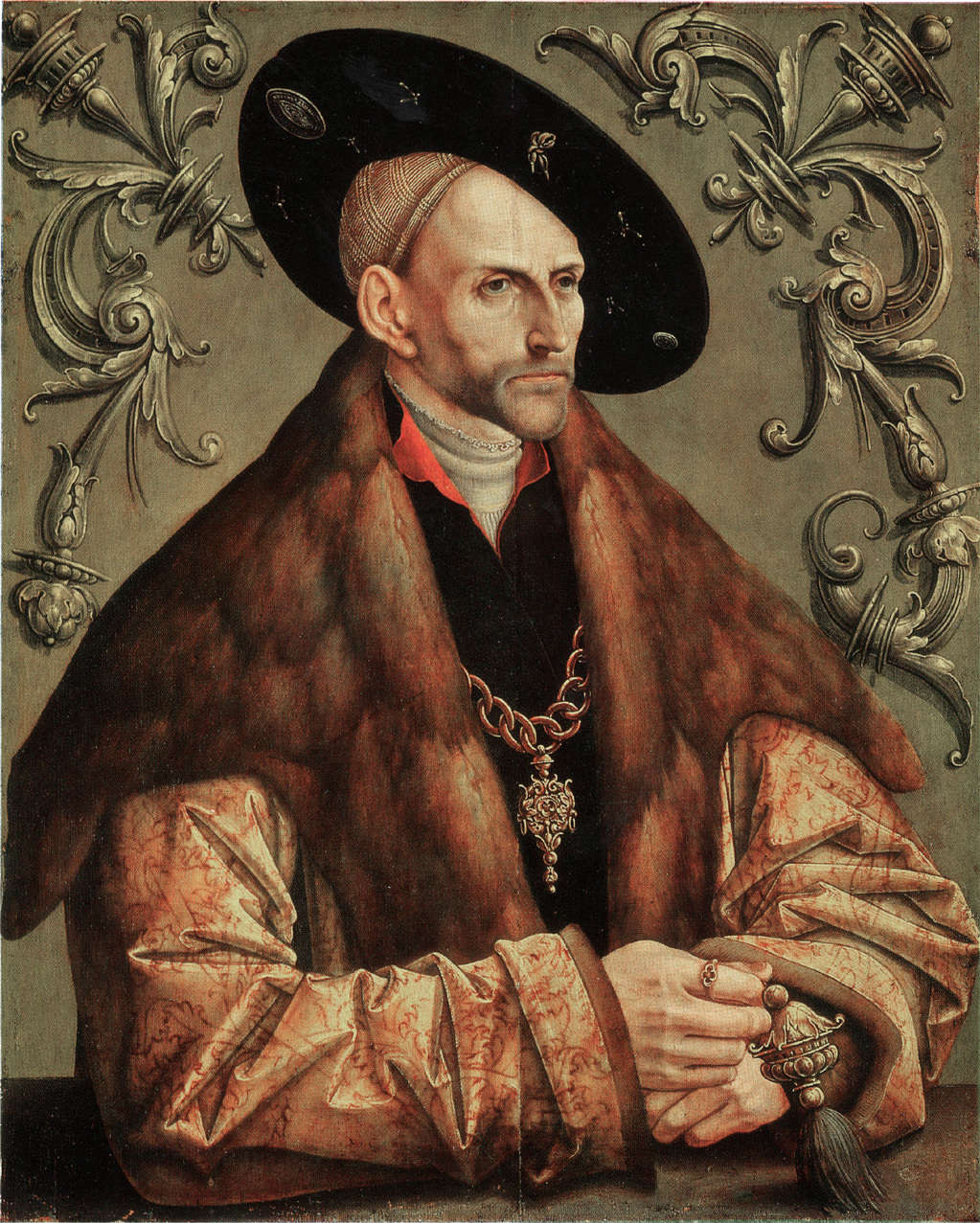
Portrét hraběte Edzarda I.
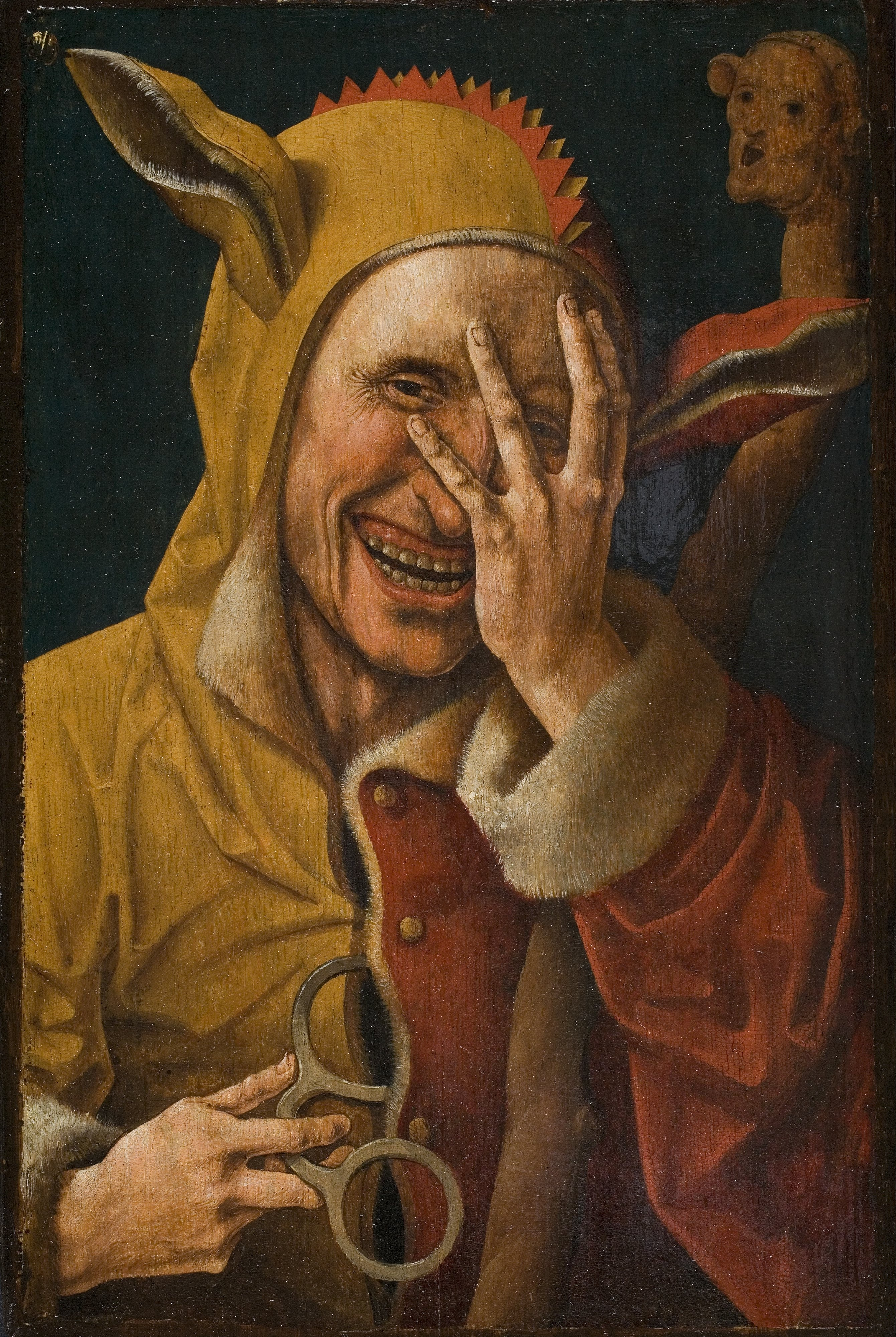
Smějící se blázen

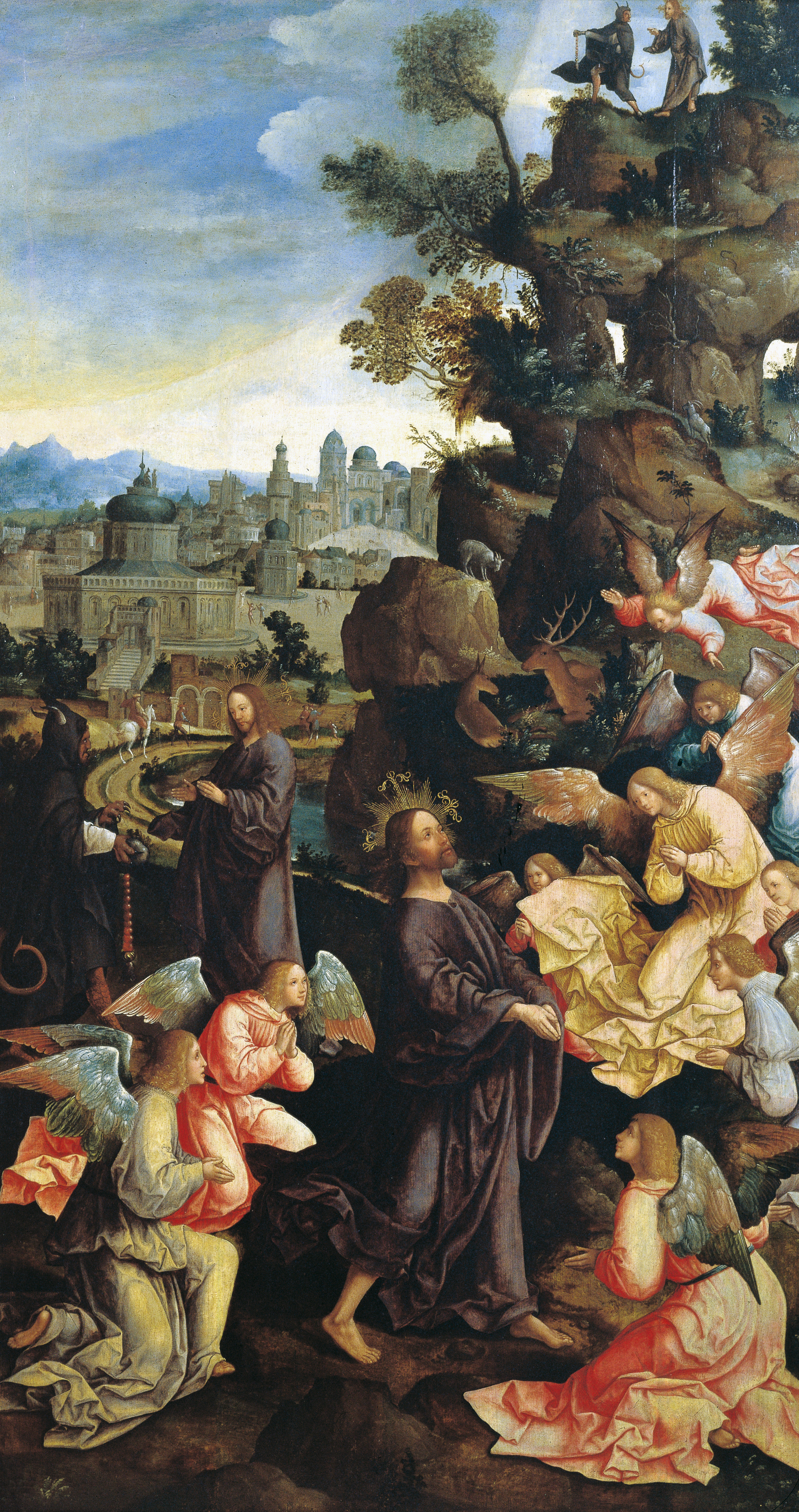
Pokušení Krista (námět)
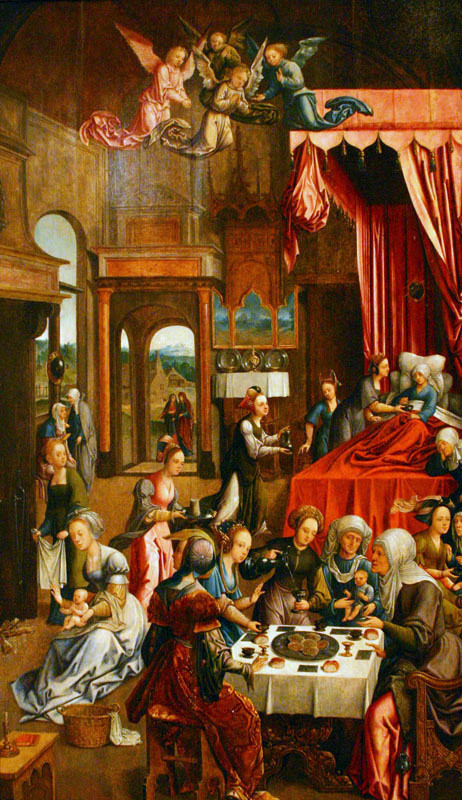
Narození Panny Marie
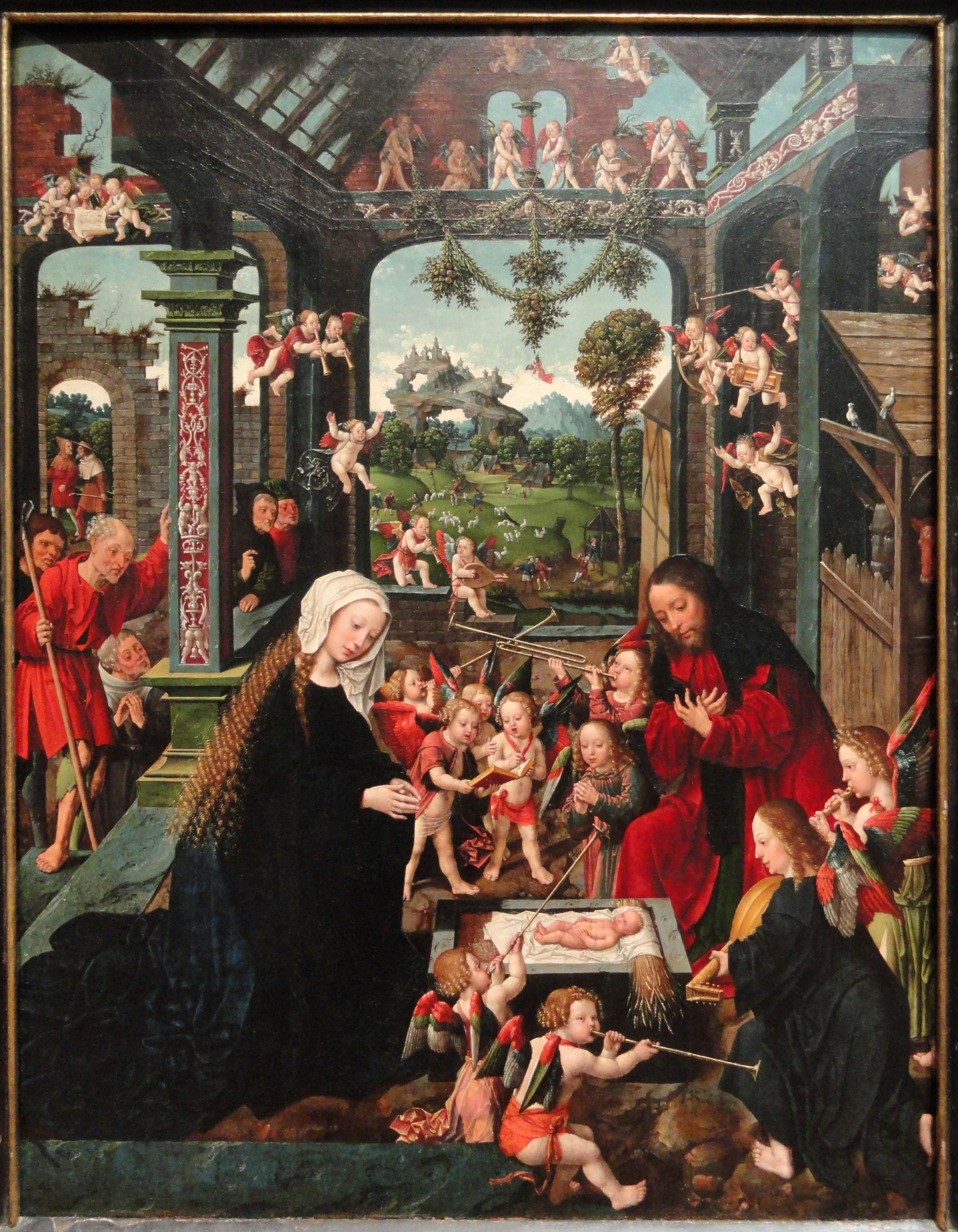
Klanění dítěti Ježíši
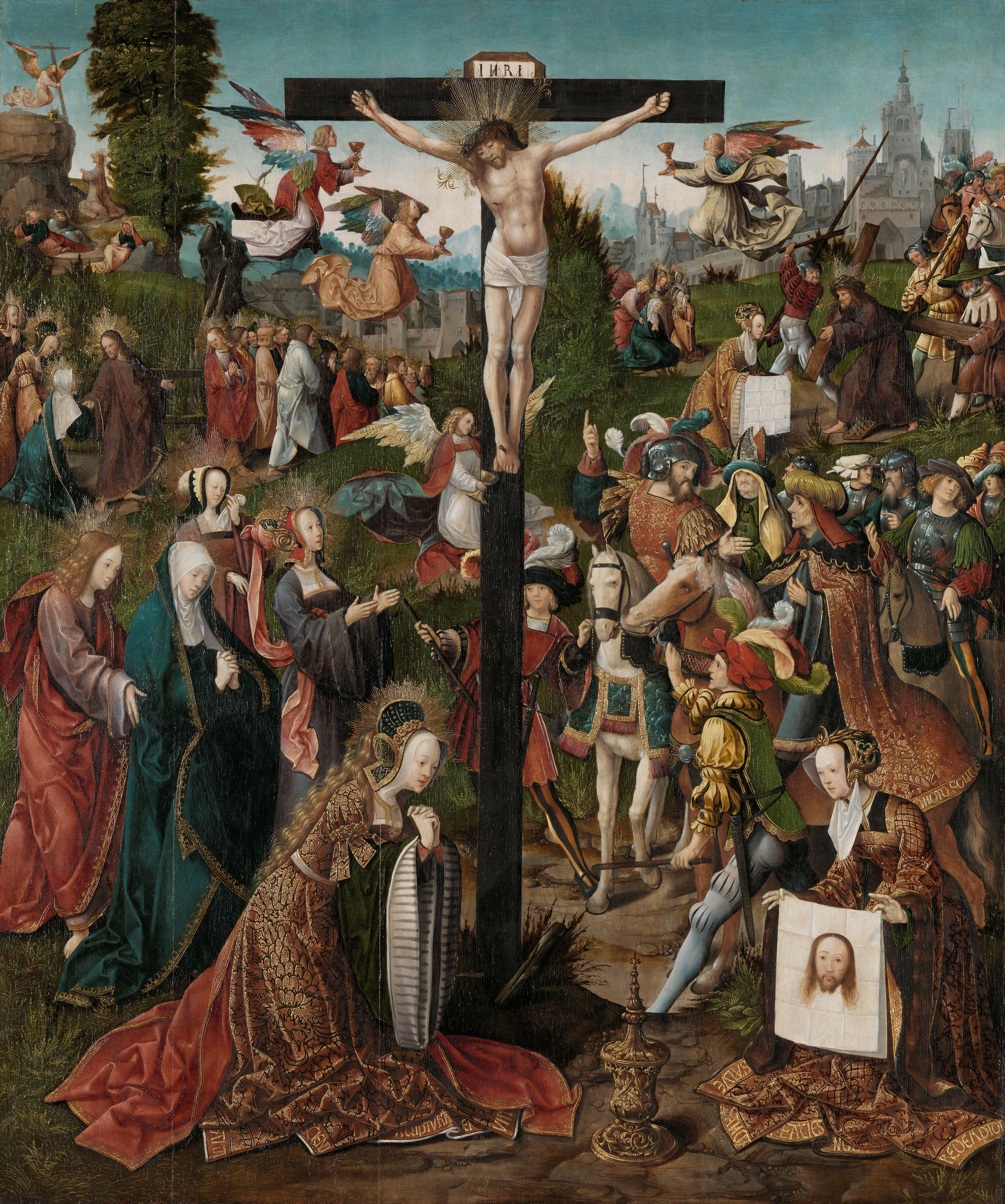
Ukřižování
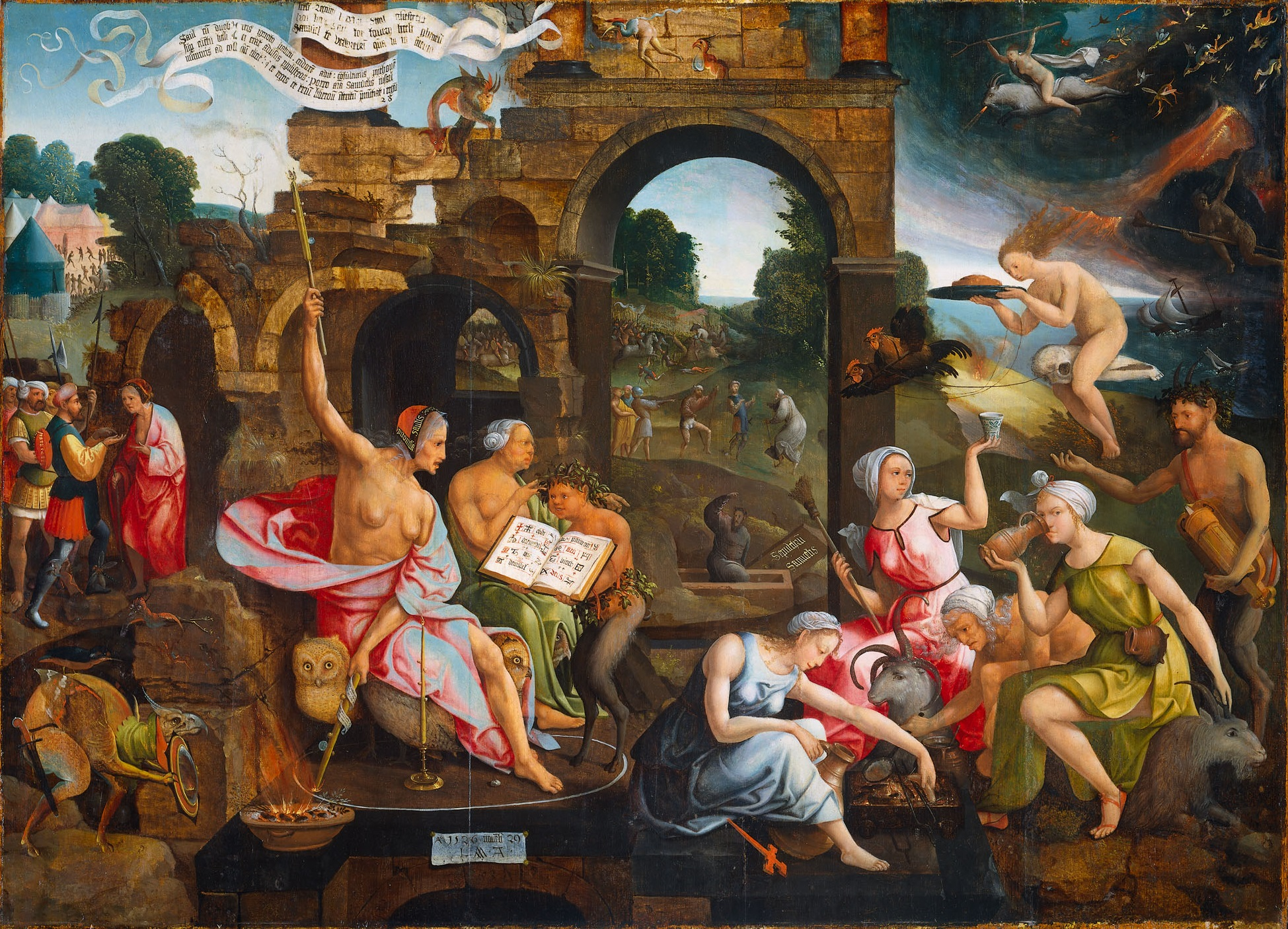
Král Saul, prorok Samuel a čarodějnice z Endoru